# Lavanify
Lavanify is een geslacht van uitgestorven zoogdieren uit de orde Gondwanatheria. De enige soort is L. miolaka. Het is een lid van de familie Sudamericidae dat tijdens het Maastrichtien leefde op het huidige Madagaskar.